# Benedykt Licznerski
Benedykt Wolimir Licznerski (ur. 1936 r.) – polski inżynier łączności. Absolwent Politechniki Wrocławskiej. Od 1981 profesor na Wydziale  Elektroniki, a od 2002 na Wydziale Elektroniki Mikrosystemów i Fotoniki Politechniki Wrocławskiej. Dziekan Wydziału Elektroniki Mikrosystemów i Fotoniki (2002-2007). 26 września 2001 odznaczony a wybitne zasługi w pracy naukowej i dydaktycznej Krzyżem Oficerskim Orderu Odrodzenia Polski